# Geschichte der Lübecker Tageszeitungen
Die Geschichte der Lübecker Tageszeitungen setzt im 17. Jahrhundert ein. Vorausgegangen war der Buchdruck, darunter anfangs vorwiegend theologische, später geographische, grammatische und auch erzählende. Der Reineke Fuchs gehörte zu den lübeckischen Frühdrucken. Der Buchdruck hatte jedoch kaum mit dem Ende des 17. Anfang des 18. Jahrhunderts entwickelnden Zeitungswesen Verbindung.

## Vorgeschichte
Die ersten wandernden Buchdrucker kamen um 1440, kurz nach der Erfindung und Nutzbarmachung der Kunst Gutenbergs, nach Lübeck. Eine Drucksache, Cabinett des gelehrten Frauenzimmers, gibt im Impressum Lübeck 1452 an.
Die Weltbeschreibung Rudimentum Novitiorum, ein Exemplar ist noch heute in der Lübecker Stadtbibliothek erhalten, wurde 1475 in Lübeck von Lucas Brandis gedruckt. Als weiteres Werk der frühen Lübecker Buchdruckerkunst ist die Lübecker Bibel (1494) von Stephan Arndes zu nennen.
Zu den berühmtesten Lübecker Druckern zählten außer den bereits genannten:
- Bartholomäus Ghotan
- Matthäus Brandis
- Ludewich Dietz von Speier aus Rostock
- Jürgen Richolff
- Hans van Ghetelen
- Johann Balhorn der Ältere
- Johann Balhorn der Jüngere.

## Geschichte
Die erste Zeitung in Lübeck soll laut Salomons Geschichte des Deutschen Zeitungswesens anno 1692 erschienen sein. Die ersten Versuche, die literarischen Erzeugnisse in einem Nachrichten- und Ankündigungsblatte zusammenzufassen, lassen sich jedoch erst um 1698 nachweisen. In jenem Jahr brachten die Buchhändler Böckmann & Wiedemeyer die Literaturzeitung des Ostseegebiets und des Nordens die sich bis 1708 haltende nova literaria maris balthici heraus. Eine weitere fortlaufende Publikation war 1725 die bibliotheca Lubecensius bei Johann Christ. Schmid. Weitere Erscheinungen dieser Art sind in Lübeck von 1753 bis 1757 nachzuweisen.
Als direkter Vorläufer der Zeitung erschien 1750 das Alegorische Bilderkabinett. Am 6. März 1751 erschienen die vorläufigen Nachrichten in der Beschaffenheit der Lübeckischen Anzeigen, von der kurz darauf die erste Ausgabe erschien. 
Zunächst einmal wöchentlich im Klein-Quartformat, erschien es bereits 1759 zweimal wöchentlich. Während der Franzosenzeit (1811–1813) mussten die Lübeckischen Anzeigen mit französischsprachiger Übersetzung erscheinen.
Ab 1845 erschien das Blatt viermal wöchentlich, seit 1848 täglich und nach der Fusion mit der Lübecker Zeitung zweimal täglich.

## Verzeichnis der Lübecker periodischen Zeitungsliteratur
- seit 1751
  - Lübeckische Anzeigen mit Beilage

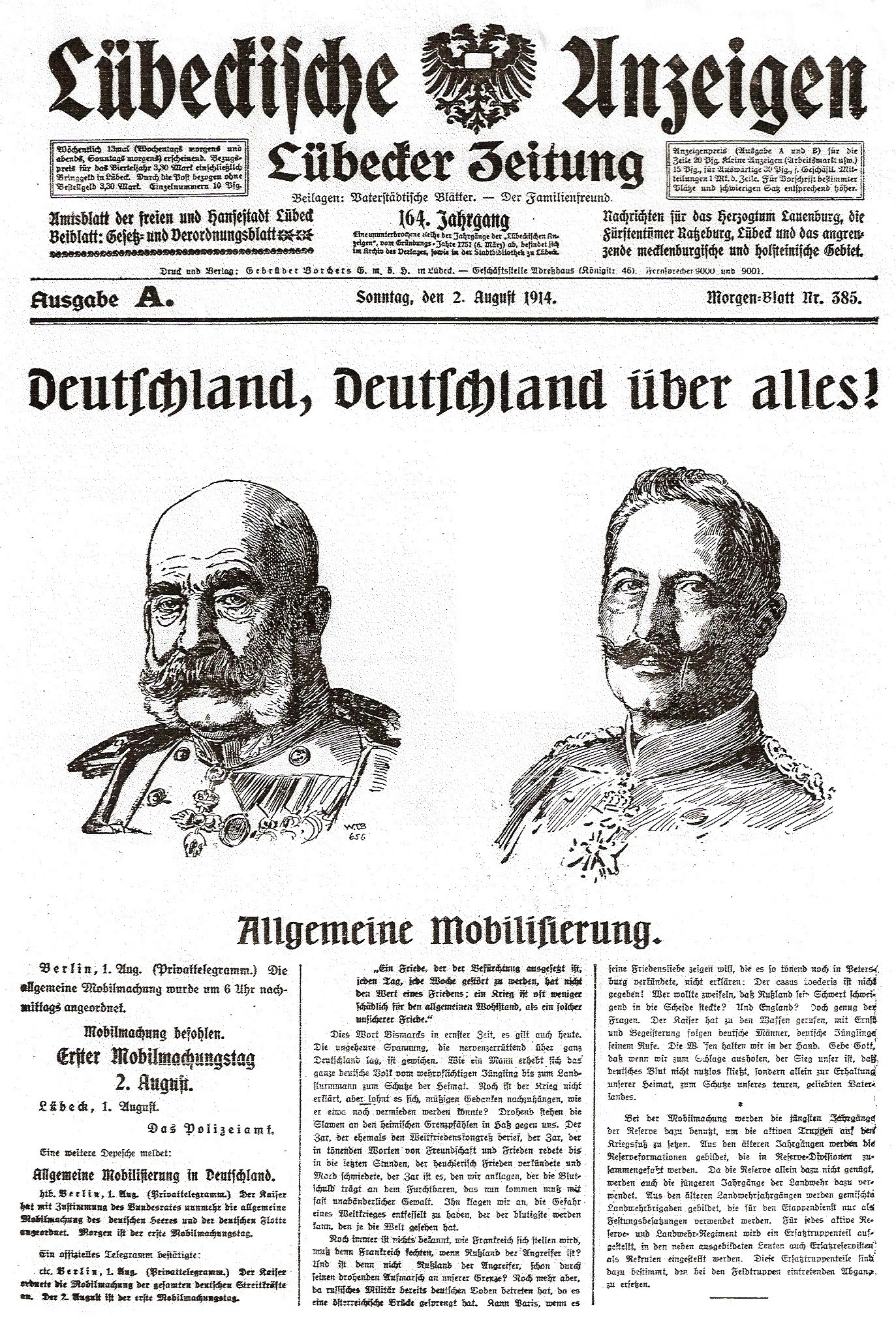
Lübeckische Anzeigen (1914)

  - Der bemühte Lübecker später Der Bemühte vor die Teutsche Nation
    - Verlag Johann Nicolaus Green, dann Gebrüder Borchers GmbH
      - wird mit der Ausgabe vom 30. Dezember 1933, wie in der Ausgabe steht völlig überraschend, eingestellt. Der Lübecker General-Anzeiger führt, wie die Lübeckischen Anzeigen es mit dem Titel der Lübecker Zeitung machten, die Lübeckischen Anzeigen in deren Kopf weiter.[2]
- 1752–92
  - Der Lübeckischen Fama
    - Verleger Dan. Aug. Fuchs, später Römhild
- 1768–69
  - Antikritikus
    - (Schmidt & Donatius) C. H. Wichmann
- 1793–96
  - Lübeckisches gemeinnütziges Wochenblatt für den Bürger und Landmann
    - Römhild
- 1809
  - Erhebungen
    - Fr. Herrmann (Niemann & Comp)
- 1813–17
  - Die Lübecker Zeitung oder der politische Anzeiger
    - J. H. C. Borchers
- 1813
  - Hanseatischer Beobachter
    - Römhild
- 1814–15
  - Correspondent der freien und Hansestadt Lübeck (Extrablätter)
    - Römhild
- 1814
  - Irmensäule
    - Zeitschrift fürs Vaterland
- 1818–20
  - Unterhaltungsblatt für gebildete Leser (später: Aller Stände)
- 1820
  - Gemeinnützige Beilage zu dem Lübeckischen Anzeigen
    - Borchers
- 1821–22
  - Erholungen (eine Wochenzeitschrift)
- 1827–28
  - Lübeckische Blätter
    - G. E. Schmidt
- 1828–29
  - Die Glocke
    - H. C. A. Overbeck, später Ernst Deecke (von Rohden, Druck bei Rahtgens)
- seit 1837
  - Neue Lübeckische Blätter später Lübeckische Blätter
    - Rahtgens
- 1849
  - Lübecker Zeitung
    - Elard Biskamp
- 1849–66
  - Lübecker Zeitung, Organ für Politik, Handel, Schiffahrt und Industrie
    - Rahtgens
- 1849–65
  - Der Volksbote für Lübeck und den Grenznachbarn
    - Fr. Grube-Lübeck
- 1854–56
  - Der Lübecker Landbote, später Lübecker Bote
    - Schmidt
- 1863–64
  - Travemünder Wochenschrift
    - Johs. Bock - Lübeck
- 1865–1920
  - Eisenbahn-Zeitung, später Lübecker Nachrichten und Eisenbahn-Zeitung
    - Christoph Marquard Ed seit 1842 in Bergedorf, seit 1865 in Lübeck
- 1866–1897
  - Lübecker Nachrichten, Beiblatt zur Eisenbahn-Zeitung
- 1865–66
  - Wirtschaftliche Zeitung für Norddeutschland
- 1866–67
  - Lübecker Vaterstädtische Blätter
    - Fr. Grube (Johs. Bock)
- 1867
  - Neue Lübecker Zeitung
    - Fr. Grube (Lübeke)
- 1867–68
  - Lübecker Courier
    - C. H. Gehlsen (Eigentümer und Herausgeber des Nordischen Courier Hamburg-Bergedorf)

- seit 1872
  - Lübecker Zeitung
    - Verlag Gebrüder Borchers

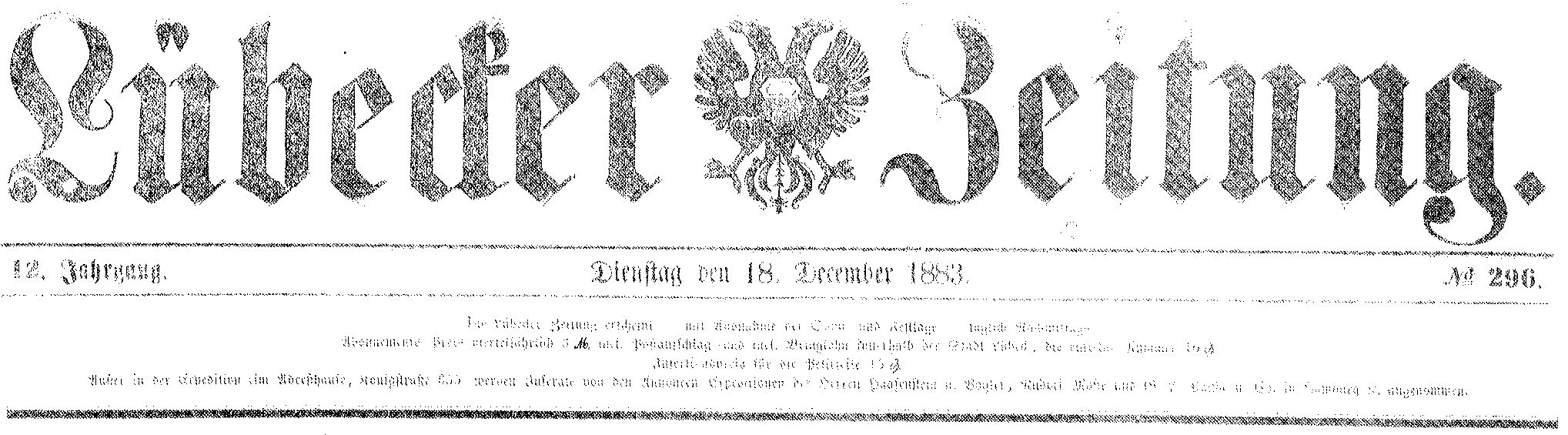
Lübecker Zeitung (1883)

      - seit 1. Oktober 1891 aufgegangen in den Lübeckischen Anzeigen
- 1879–80
  - Lübecker Presse (red. C. Weisflog, Lübeck)
    - Johs. Bock
- 1881
  - Lübecker Sonntagsbote – Wochenschrift (red. H. Oldenburg und Krause)
    - Werner & Hörnig
- 1881–82
  - Nordische Presse
    - Johs. Bock
- 1881–82
  - Der Spotvogel, Humoristische satyrische Wochenschrift 
    - Herausgeber: Angelius Beutin
      - A. D. Krause später Oldenburg & Richter
- seit 1882
  - General-Anzeiger/für Lübeck und Umgebung
    - Johs. Bock seit 1884 Chr. Coleman
      - 1933 gleichgeschaltet, nach dem 29. März 1942 eingestellt
- 1884
  - Norddeutsches Fremdenblatt
    - Max Schmidt
- 1887–88
  - Neue Zeitung/Freisinniges Organ für Lübeck und Umgegend
    - Johs. Oldenburg
- seit 1888
  - Lübecker Wochenblatt für Landwirtschaft und Gartenbau
    - Beilage zum General-Anzeiger

- seit 1891

Von Lübecks Türmen (1908)

  - Von Lübecks Türmen - eigenständige Unterhaltungsbeilage des General-Anzeigers
    - Charles Colemann
      - Anfang 1933 eingestellt

- seit 1894
  - Lübecker Volksbote
    - Friedr. Meyer & Co.

Lübecker Volksbote (1932)

      - 1933 gleichgeschaltet und Parteiblatt der NSDAP, nach dem 29. März 1942 eingestellt

- seit 1896

Vaterstädtische Blätter (1920)

  - Vaterstädtische Blätter – eigenständige Unterhaltungsbeilage des Lübeckischen Anzeigen (Red. W. Dahms)
    - Gebrüder Borchers
      - erschien anfangs wöchentlich, nach dem Weltkrieg 14-täglich und wurde mit der Ausgabe vom 19. Dezember 1933 kommentarlos eingestellt.
- 1899–1903
  - Lübecker Fremdenblatt
    - Eugen Radtke
- 1902–08
  - Lübecker Stadt- und Landbote
    - Jul. Heise
- 1917
  - Landwirtschaftliches Wochenblatt
    - Albrecht & Vorkamp
- 1919
  - Demokratische Blätter
    - Albrecht & Vorkamp
- 1921–23
  - Lübecker Neueste Nachrichten
    - Verlag der Lübecker Neuesten Nachrichten GmbH
      - An Stelle der Lübecker Nachrichten (früher Eisenbahn-Zeitung)
- 1942–45
  - Lübecker Zeitung
- 1945–46
  - Nachrichtenblatt/Militärregierung
- 1946–69
  - Lübecker Freie Presse
    - Fortführung des Lübecker Volksboten vor 1933
- seit 1946 (ab 1950 eigenständig)
  - Lübecker Nachrichten

## Zeitungsspiegel anno 1922
Anlässlich des Treffens der Mitglieder des Deutschen Zeitungs-Verleger-Vereins am 17. Juni 1922 in Lübeck veröffentlichte die illustrierte Unterhaltungsbeilage der Lübeckischen Anzeigen, die Vaterstädtischen Blätter, einen Spiegel über die derzeit in der Stadt täglich erscheinenden Zeitungen.
| Titel                        | Ausgabe   | Turnus  | seit | Orientierung       |
| ---------------------------- | --------- | ------- | ---- | ------------------ |
| Lübeckische Anzeigen         | Ausgabe A | täglich | 1751 | rechtsgerichtet    |
| Lübeckische Anzeigen         | Ausgabe B | täglich | 1898 | unparteiisch       |
| Lübecker General-Anzeiger    |           | täglich | 1882 | unparteiisch       |
| Lübecker Volksbote           |           | täglich | 1894 | sozialdemokratisch |
| Lübecker Neueste Nachrichten |           | täglich | 1921 | mittelparteilich   |

## 1923
In Folge der starken den Betrieben erwachsenden Unkosten erfuhr das lübeckische Zeitungswesen 1923 erhebliche Einschränkungen.
Die „Lübecker Neuesten Nachrichten“, die eine Fortsetzung der seit 1866 im Edschen Verlag erschienenen „Eisenbahn-Zeitung“ bildete, stellte ihr Erscheinen ein und wurde mit dem gleichfalls im Colemannschen Verlage erscheinenden „General-Anzeiger“ vereinigt.
Die „Lübeckischen Anzeigen“ und „Lübecker Zeitung“ gingen vom zweimaligen zum einmaligen Erscheinen als Abend-Ausgabe über.
Der sozialdemokratische „Volksbote“ nahm außer bereits im Fortfall gekommenen Beilagen weitere Einschränkungen vor.
Das Zeitungswesen Lübecks war, nach dem Umfang gerechnet, auf etwa die 70er Jahre des vorangehenden Jahrhunderts zurückgeführt worden.

## Verweise

### Archive
- Archiv der Hansestadt Lübeck
- Lübecker Stadtbücherei